# Viteză radială

Diagramă arătând cum o exoplanetă orbitând o stea produce schimbări în poziția și viteza stelei pe măsură ce ele orbitează centrul comun de masă (care este în acest caz punctul de referință)

Viteza radială este o viteză a unui corp în direcția razei, înspre sau dinspre punctul de observare. Este o scindare a vectorului viteză în componentele tangențială și radială. În astronomie, viteza radială se referă adesea la viteza radială spectroscopică. Viteza radială spectroscopică este componenta radială a vitezei sursei la emisie și a observatorului în timpul observării, astfel determinată prin spectroscopie. Viteza radială astrometrică este viteza radială astfel determinată prin observații astrometrice. (de exemplu, o schimbare seculară în paralaxa anuală).